# Lázaro Cárdenas Batel

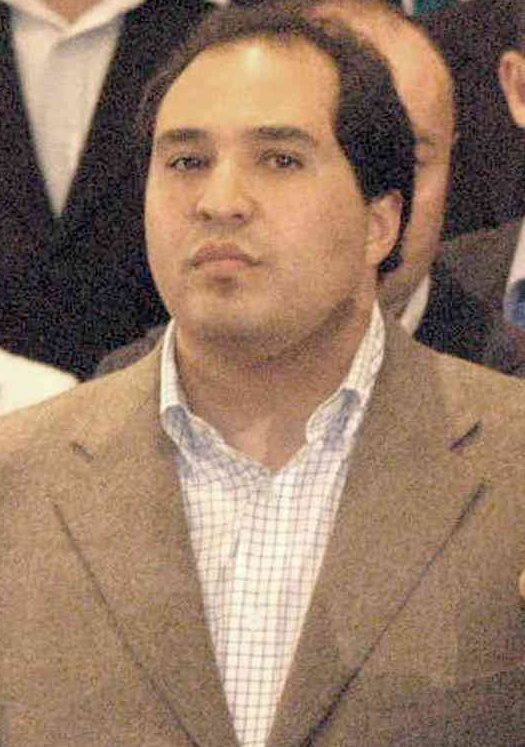
Lázaro Cárdenas Batel

Lázaro Cárdenas Batel (Jiquilpan de Juárez, 2 april 1964) is een Mexicaans politicus van Morena. In het kabinet-Sheinbaum is hij hoofd van het Bureau van de President. Daarvoor was hij een van de oprichters van de Partij van de Democratische Revolutie (PRD) en namens die partij gouverneur van Michoacán.

## Biografie
Cárdenas Batel is de zoon van de politicus Cuauhtémoc Cárdenas en zijn vrouw Celeste Batel, en de kleinzoon van voormalig president Lázaro Cárdenas del Río. Hij studeerde etnogeschiedenis aan de Nationale School voor Antropologie en Geschiedenis. In 1989 was hij met zijn vader een van de oprichtende leden van de PRD. Van 1997 tot 2000 had hij zitting in de Kamer van Afgevaardigden en de daaropvolgende twee jaar was hij senator.

### Gouverneur van Michoacán
In 2001 werd hij tot gouverneur van Michoacán gekozen, en trad daarmee in de voetsporen van zijn vader en grootvader, die beiden gouverneur zijn geweest van dezelfde staat. In deze periode, en op zijn aandringen, startte president Felipe Calderón de oorlog tegen de drugshandel.
Na de presidentverkiezingen van 2006 lag hij binnen de PRD onder vuur nadat hij zich weigerde aan te sluiten bij de protesten tegen de vermeende verkiezingsfraude waardoor PRD-kandidaat Andrés Manuel López Obrador de verkiezing verloren zou hebben.

### Presidentieel adviseur en kabinetslid
Cárdenas verliet de PRD en sloot zich aan bij Morena. In 2018 werd hij hoofd van de adviseurs van president Andrés Manuel López Obrador. In 2023 werd hij adviseur van de Gemeenschap van Latijns-Amerikaanse en Caraïbische Staten.
In 2024 nam president Claudia Sheinbaum hem op in haar kabinet als hoofd van het bureau van de president.
- International Standard Name Identifier: 0000 0000 4940 2378
- Library of Congress Control Number: nr97040175
- Virtual International Authority File: 51599379
- WorldCat: E39PBJppDmg79vdpxpctMfkYyd